# 西濵幹紘
西濵 幹紘（にしはま みきひろ、1993年8月4日 - ）は、三重県度会郡南伊勢町出身の元プロ野球選手（投手）。右投右打。プロでは育成選手であった。
苗字の「濵」は機種依存文字であるため、一部Webサイトにおいては常用漢字である「浜」に置き換えて表記される。

## 経歴

### プロ入り前
小学校3年の時に野球を始め、中学校2年の時には三重県大会を優勝し東海大会に出場。
三重県立南伊勢高等学校では3年夏の三重県大会初戦（2回戦）の宇治山田戦で9回4安打完封勝利。続く3回戦の川越戦は8回を4安打2失点に抑えるも、1-2でチームは敗れた。甲子園大会への出場経験はない。
大学は愛知大学野球リーグ2部に所属する星城大学に進学。3年春の名古屋大学戦で3安打7四死球初完封勝利を挙げるなど、エースとしてチームを支えた。
2015年10月22日に行われたプロ野球ドラフト会議において、中日ドラゴンズから育成ドラフト4巡目で指名され、11月8日に支度金200万円、年俸300万円（推定）で仮契約を結んだ。星城大学からは初のプロ野球選手となった。

### プロ入り後
2016年は右肘の故障で二軍登板なしに終わった。
2017年も故障で二軍登板なしに終わった。
2018年も登板機会はなく、10月1日に球団から来季の契約を結ばないことを通告された。10月31日、自由契約公示。結局、二軍でも一度も登板しないまま現役を引退することとなった。

### 引退後
中日退団後は、教員免許を持っていることから高校野球か大学野球の指導者を目指すことを決意。母校の星城大学に戻り2019年からの4年間、職員として硬式野球部のコーチを務めていた。退職後は家業である養殖業を継いでいる。

## 選手としての特徴・人物
直球の最速は148km/h。

## 詳細情報

### 年度別投手成績
- 一軍公式戦出場なし

### 背番号
- 208 （2016年 - 2018年）